# Шишкин, Геннадий Аркадьевич
Геннадий Аркадьевич Шишкин — советский журналист-международник, лауреат премии имени В. В. Воровского.

## Биография
Родился в 1924 году в Елабуге. Член КПСС.
В 1941—1942 гг. — токарь оборонного завода в Елабуге Татарской АССР.
Участник Великой Отечественной войны в составе 26-го запасного бомбардировочного авиационного полка, 1-й запасной артиллерийской бригады.
Окончил МГИМО МИД СССР.
В 1951—1976 гг. — редактор, заведующий отделениями ТАСС в Вашингтоне, Нью-Йорке, Сан-Франциско.
В 1976—1982 гг. — заместитель, в 1982—1992 гг. — первый заместитель генерального директора ТАСС.
В 1994—2007 гг. — политический обозреватель журнала «Эхо планеты».
В 2007—2008 гг. — советник Генерального директора коммерческой организации «СТБ ТУРС».
Член Союза журналистов СССР, Заслуженный работник культуры РСФСР.
За оперативное и глубокое освещение советско-американских отношений в свете решений XXV съезда КПСС был вместе с Джозефом Нортом удостоен премии имени Вацлава Воровского 1976 года.
Умер в 2008 году в Москве.

## Награды
- Орден Октябрьской Революции
- Орден Трудового Красного Знамени (дважды)
- Орден Дружбы народов